# Cayo Norte (Puerto Rico)
Cayo Norte es una pequeña isla, situada en las coordenadas geográficas 18°20′N 65°15′O / 18.333, -65.250 a sólo media milla (800 metros) al norte de la Isla Culebra. Se encuentra a 21 millas náuticas (36 kilómetros) al este de la isla principal de Puerto Rico y a 12 millas náuticas (20 kilómetros) al oeste de St. Thomas, en Islas Vírgenes de Estados Unidos La isla forma parte de Culebra, Puerto Rico.
Cayo Norte es la primera isla a estribor cuando se viaja por el Pasaje de la Virgen (Virgin Passage), desde el océano Atlántico hasta el mar Caribe.
La isla tiene una superficie de 321,27 acres (1.300.100 m² o 1,3 km²) y su mayor elevación alcanza los 340 pies (103,6 m).
Cayo Norte es la única isla privada en el archipiélago de Culebra, la mayoría de las demás islas y cayos son parte del Refugio Nacional de vida salvaje de Culebra.